# 赤山 (江苏)
赤山，又名赭山、丹山，是中国一座山，主峰海拔288.9米，面积4.2平方公里。赤山位于南京与句容交界，距离南京约30公里，句容约16公里。因山体是赤山组地层（原称赤山层）以及赤山砂岩，该地层呈现红色而得名，也是该地层的命名地，并且分布有该地层的典型剖面。赤山映雪，又名赤峰映雪，是湖熟古八景之一。
赤山周身分布的红色砂岩，是由于三百万年前第三紀的中期至后期火山喷发而产生。与其西北方向的方山同属一个时代，是目前为止所知江南最大的死火山。火山活动静止后，现所存仅为原来火山的一部分，故比方山略矮。